# Henrik Johan Burensköld
Henrik Johan Burensköld, född 14 oktober 1658 i Stockholm, död 12 januari 1715 i Wismar, var en svensk militär.

## Biografi
Henrik Johan Burensköld föddes 1658 i Stockholm. Han var son till stadspresidenten Nils Burensköld i Norrköping och Eva Ulfvenklou. Burensköld blev volontär vid livgardet i oktober 1673, sergeant vid Kalmar regemente 1674, fänrik där 24 maj samma år och löjtnant 26 februari 1677, samt transporterades samma år som löjtnant till kavalleriet. Han blev 28 januari 1679 kaptenlöjtnant vid Norra skånska kavalleriregementet, kapten där 4 december samma år, transporterades någon gång före 1691 till drottningens livregemente till fot och blev 15 februari 1701 major där. Burensköld blev överstelöjtnant 30 oktober 1709 och var från 23 maj 1711 till 12 januari 1715 överste och chef för svenska livregementet till fot. Han avled 1715 i Wismar.

### Egendom
Burensköld ägde Gyllerup i Hörups socken.

### Familj
Burensköld gifte sig första gången 1683 med kusinen Beata Modée (död 1710), dotter av översten Reinhold Modée och Maria Ulfvenklou. De fick tillsammans sonen Nils Burensköld (född 1684, död ung).
Burensköld gifte sig andra gången 17 september 1711 med Anna Brita Meck (1682–1737), dotter av översten Erik Johan Meck och Magna Birgitta Durell. De fick tillsammans ceremonimästaren Johan Jakob Burensköld (1712–1766). Efter Burenskölds död gifte Meck om sig med översten Erik Fröberg.